# Sędziszowa (stacja kolejowa)
Sędziszowa − nieczynna stacja kolejowa w Sędziszowej, w Polsce, w województwie dolnośląskim. Od 2015 roku stanowi własność prywatną.